# (9281) 1981 EJ15
(9281) 1981 EJ15 (1981 EJ15, 1979 TV1) — астероїд головного поясу, відкритий 1 березня 1981 року.
Тіссеранів параметр щодо Юпітера — 3.475.